# Quilmes
Quilmes este un oraș din provincia Buenos Aires, Argentina. În 2010 avea o populație totală de 6.629 locuitori.

## Personalități născute aici
- María Beccera (n. 2000), cântăreață, youtuberiță.